# Isthmura
Isthmura is een geslacht van salamanders uit de familie longloze salamanders (Plethodontidae). De groep werd voor het eerst wetenschappelijk beschreven door Alain Dubois en Jean Raffaëlli in 2012.
Er zijn zes soorten die voorkomen in delen van zuidelijk Noord-Amerika en endemisch leven in Mexico.

## Taxonomie
Geslacht Isthmura
- Soort Isthmura bellii
- Soort Isthmura boneti
- Soort Isthmura gigantea
- Soort Isthmura maxima
- Soort Isthmura naucampatepetl
- Soort Isthmura sierraoccidentalis